# Czoło (skała)
Czartowiec – okazała ściana skalna w Karkonoszach.
Ściana położona w południowej części kotła Małego Stawy powyżej Źlebu Prostego.